# Europäischer Filmpreis/Bester nicht-europäischer Film
Von 1996 bis 2005 wurde bei der Vergabe der Europäischen Filmpreise der Beste nicht-europäische Film geehrt.
Alle Nominierten eines Jahres sind angeführt, der Sieger steht immer zuoberst.

## 1990er
1996
Dead Man – Regie: Jim Jarmusch; USA
1997
Hana-Bi – Regie: Takeshi Kitano; Japan
Alle sagen: I love you (Everyone Says I Love You) – Regie: Woody Allen; USA
Donnie Brasco – Regie: Mike Newell; USA
Jerry Maguire – Spiel des Lebens (Jerry Maguire) – Regie: Cameron Crowe; USA
Swingers – Regie: Doug Liman; USA
William Shakespeares Romeo + Julia (William Shakespeare’s Romeo + Juliet) – Regie: Baz Luhrmann; USA
1998
Die Truman Show (The Truman Show) – Regie: Peter Weir; USA
The Big Lebowski – Regie: Joel Coen; USA
Boogie Nights – Regie: Paul Thomas Anderson; USA
Harry außer sich (Decunstructing Harry) – Regie: Woody Allen; USA
My Home Is My Castle (The Castle) – Regie: Rob Sitch; Australien
Der Soldat James Ryan (Saving Private Ryan) – Regie: Steven Spielberg; USA
1999
Eine wahre Geschichte – The Straight Story (The Straight Story) – Regie: David Lynch; USA
American Beauty – Regie: Sam Mendes; USA
Boys Don’t Cry – Regie: Kimberly Peirce; USA
Keiner weniger (Yi ge dou bu neng shao) – Regie: Zhang Yimou; China
Spiel der Götter – Als Buddha den Fußball entdeckte (Phörpa) – Regie: Khyentse Norbu; Bhutan, Australien

## 2000er
2000
In the Mood for Love (Fa yeung nin wa) – Regie: Wong Kar-Wai; Frankreich, Hongkong
Yi Yi – A One and a Two (Yi yi) – Regie: Edward Yang; Taiwan, Japan
Erin Brockovich – Regie: Steven Soderbergh; USA
Gladiator – Regie: Ridley Scott; USA
O Brother, Where Art Thou? – Eine Mississippi-Odyssee – Regie: Joel Coen und Ethan Coen; USA
Tiger and Dragon (Wòhǔ Cánglóng) – Regie: Ang Lee; China
2001
Moulin Rouge! – Regie: Baz Luhrmann; Australien, USA
Y Tu Mamá También – Lust for Life (Y tu mamá también) – Regie: Alfonso Cuarón; Mexiko
Baran – Regie: Majid Majidi; Iran
Inside a Skinhead (The Believer) – Regie: Henry Bean; USA
Lagaan – Es war einmal in Indien – Regie: Ashutosh Gowariker; Indien
Monsoon Wedding – Regie: Mira Nair; Indien
Qianxi manbo – Regie: Hou Hsiao-Hsien; Taiwan
Reise nach Kandahar (Safar e Gandehar) – Regie: Mohsen Makhmalbaf; Iran
2002
Göttliche Intervention – Eine Chronik von Liebe und Schmerz (Yadon ilaheyya) – Regie: Elia Suleiman; Palästina
8 Mile – Regie: Curtis Hanson; USA
Chihiros Reise ins Zauberland (Sen to chihiro no kamikakushi) – Regie: Hayao Miyazaki; Japan
City of God (Cidade de Deus) – Regie: Fernando Meirelles; Brasilien
Dem Himmel so fern (Far from Heaven) – Regie: Todd Haynes; USA
Minority Report – Regie: Steven Spielberg; USA
My Big Fat Greek Wedding – Hochzeit auf griechisch – Regie: Joel Zwick; USA
Spider – Regie: David Cronenberg; Kanada
2003
Die Invasion der Barbaren (Les invasions barbares) – Regie: Denys Arcand; Kanada
21 Gramm (21 Grams) – Regie: Alejandro González Iñárritu; USA
Findet Nemo (Finding Nemo) – Regie: Andrew Stanton und Lee Unkrich; USA
Frühling, Sommer, Herbst, Winter… und Frühling (Bom, Yeoreum, Gaeul, Gyeowool, Geurigo Bom) – Regie: Kim Ki-Duk; Südkorea, Deutschland
Kill Bill – Regie: Quentin Tarantino; USA
Lost in Translation – Regie: Sofia Coppola; USA
Mystic River – Regie: Clint Eastwood; USA
Zatoichi – Der blinde Samurai (Zatōichi) – Regie: Takeshi Kitano; Japan
2004
2046 – Regie: Wong Kar-Wai; Frankreich, China
Bin-jip – Regie: Kim Ki-duk; Japan, Südkorea
Fahrenheit 9/11 – Regie: Michael Moore; USA
House of Flying Daggers (Shi mian mai fu) – Regie: Zhang Yimou; China
Maria voll der Gnade (Maria Full of Grace) – Regie: Joshua Marston; Kolumbien, USA
Moolaadé – Bann der Hoffnung – Regie: Ousmane Sembène; Burkina Faso, Marokko, Tunesien, Kamerun, Frankreich
Oldboy – Regie: Park Chan-wook; Südkorea, Japan
Die Reise des jungen Che (Diarios de Motocicleta) – Regie: Walter Salles; Argentinien, Brasilien, Chile, Peru, USA
Vergiss mein nicht! (Eternal Sunshine of the Spotless Mind) – Regie: Michel Gondry; USA
2005
Good Night, and Good Luck. – Regie: George Clooney; USA
Battle in Heaven (Batalla en el cielo) – Regie: Carlos Reygadas; Frankreich, Mexiko, Deutschland, Belgien
Be With Me – Regie: Eric Khoo; Singapur
Brokeback Mountain – Regie: Ang Lee; USA
Broken Flowers – Regie: Jim Jarmusch; USA
Der ewige Gärtner (The Constant Gardner) – Regie: Fernando Meirelles; Großbritannien, Deutschland, Kenia
L.A. Crash (Crash) – Regie: Paul Haggis; USA
C.R.A.Z.Y. – Verrücktes Leben (C.R.A.Z.Y.) – Regie: Jean-Marc Vallée; Kanada
Look Both Ways – Regie: Sara Watt; Australien
Sympathy for Lady Vengeance (Chinjeolhan geumjassi) – Regie: Park Chan-wook; Südkorea
Tsotsi – Regie: Gavin Hood; Großbritannien, Südafrika